# Стеуйнь (Алба)
Стеуйнь, Стеуйні (рум. Stăuini) — село у повіті Алба в Румунії. Входить до складу комуни Вінцу-де-Жос.
Село розташоване на відстані 270 км на північний захід від Бухареста, 8 км на південний захід від Алба-Юлії, 83 км на південь від Клуж-Напоки.

## Населення
За даними перепису населення 2002 року у селі проживали 54 особи, усі — румуни. Усі жителі села рідною мовою назвали румунську.